# جمال الدين تشاوشيفيتش
كان محمد جمال الدين-إف. تشاوشيفيتش (28 ديسمبر 1870 – 28 مارس 1938)  من أئمة البوسنيين، كاتب ومكلف بالتربية في المجلس البوسني منذ عام 1905 حتى 1909.